# Касія Константинопольська
Касія Константинопольська (грец. Κασσία; Кассіана, Ікасія, грец. Εικασία; близько 805, Константинополь — після 867, Константинополь) — грецька черниця Константинопольської церкви (Константинопольський патріархат), засновниця жіночого монастиря в Константинополі; поетеса, гімнографка, композиторка.
Шанується в православній церкві як свята (у лику преподобних), день спомину — 7 вересня і 16 жовтня (за юліанським календарем). Авторка літургійних творів і ямбічних епіграм; єдина жінка серед візантійських гімнографів, чиї твори увійшли до богослужбові книги православної церкви.

## Життєпис
Касія народилася близько 804—805 року в Константинополі в багатій і знатній родині. Її батько, мабуть, займав придворний чин кандидата і, ймовірно, помер до 815 року. Касія і її мати (ім'я невідомо) були іконошанувальницями і під час другого періоду іконоборства допомагали православним сповідникам. Касія була в листуванні з преподобним Феодором Студитом (збереглося три листи Феодора до неї). У Касії була сестра, чиє ім'я невідоме.
Касія отримала хорошу світську освіту: якщо її гімнографічні твори говорять про хороше знання Св. Писання, то з алюзій, що містяться в її ямбічних віршах, можна зробити висновок, що вона була знайома не тільки з творіннями св. отців, але й творами античних авторів — наприклад, Платона і Ахілла Татія.
Касія була дуже красива, і у 821 році брала участь у оглядини найкрасивіших дівчат Імперії, влаштованому для імператора Феофіла. У хроніках зустрічається вказівка, що вибір наречених і одруження мали місце в 830 р., за вказівкою мачухи Феофіла Евфросини, але це не зовсім узгоджується з даними всіх джерел, а також з хронологією життя Касії, яка не могла брати участь в оглядинах в 830 р., оскільки в той час їй було б не менше 25 років, дату 830 р. для вибору наречених підтримував Тредгольд (який до того ж помилково вважав, ніби Феофіл народився в 813 р.), і деякі вчені (але далеко не всі) некритично прийняли його висновки; в даний час цей погляд переглядається, оскільки побудови Тредгольда неможливо узгодити з хронологією життя як Касії, так і Феофіла.
Не ставши імператрицею, Касія заснувала в Константинополі монастир, постриглася там і вела подвижницьке життя, пишучи церковні гімни (стихири) і канони. Точне місце розташування її монастиря не відомо; ми знаємо лише те, що він знаходився в долині річки Ликос, недалеко від старої (до-феодосієвої) стіни Міста, побудованої імператором Костянтином Великим, і поблизу монастиря Св. Дія. Збереглися також ямбічні вірші-епіграми, складені Касією, на різні теми — про дружбу, про любов, про чернече життя, проти дурнів і т. д. За переказами, відома стихира на «Господи, я ж у багато гріхів впадавша жінка» була написана Касією під враженням відмови імператора Феофіла знову побачитися з нею.
Померла Касія близько 867 року, в 1892 році канонізована у лику святих Православної церкви.

## Твори
- Ямбічні епіграми
- Стихири
- Четверопіснець на Велику суботу
- Канон про упокоєння покійних

Касія Константинопольська — одна з найбільш ранніх композиторів, чиї твори можуть бути інтерпретовані і виконані сучасними музикантами. Один з її творів — «O Synapostatis Tyrannos» у перекладенні для струнного квартету — було записано ансамблем Кронос-квартет. На текст тропаря Касії (в англійському перекладі) написав масштабну композицію «Мироносиця» Дж. Тавенер (1993). У 2008 році спеціально для виконання творів черниці Касії був створений німецький жіночий вокальний секстет VocaMe.

## Образ у мистецтві
Література
- Монахиня Кассия (Т. А. Сенина). «Кассия». Роман из цикла «Сага о Византии». 1-е издание — Москва: «Memories», 2010; 2-е издание — Москва: «Книга по требованию», 2012; 3-е издание — Санкт-Петербург: Издательский проект «Квадривиум», 2015.

ТБ
- Касія Константинопольська з'являється в серіалі Вікінги.